# Goldie O'Gilt
Goldie O'Gilt est un personnage de fiction de l'univers des canards créé en 1953 par Carl Barks pour les studios Disney. Elle apparaît d'abord sous le nom de Glittering Goldie et est liée au passé de prospecteur d'or de Balthazar Picsou, du temps de la ruée vers l'or au Klondike.

## Biographie fictive
Goldie fut une chanteuse de cabaret et la propriétaire du Blackjack Saloon de Dawson City (territoire canadien du Yukon), pendant la ruée vers l'or du Klondike (1897-1899). Pendant que Picsou vint montrer sa pépite, l'œuf d'oie -"Bizarrement", il était peu méfiant ce soir là- elle l'endormit en mettant des somnifères dans son café. Une fois réveillé, Balthazar revint au saloon, se battit avec tout le monde, récupéra sa pépite, et kidnappa Goldie, pendant un mois dans la vallée respective, la vallée de l'Agonie Blanche, pour lui montrer à quel point le travail des prospecteurs était difficile. Après la fin de la ruée, elle s'installa sans autorisation dans la cabane de Picsou dans la vallée de l'Agonie Blanche où elle continua pendant plusieurs décennies à exploiter difficilement la concession.
Grâce au dénouement de sa rencontre avec Picsou en 1953, elle put reprendre la direction du Blackjack Saloon, devenu salle de bal et hôtel touristique rebaptisé Aux Armes bien Chargées,.
En 1966, Romano Scarpa en fait la grand-mère de Chris Yéyé, une adolescente issue de la Beat Generation. Dans cette version, Goldie doit aller en maison de repos et n'est plus en mesure de prendre soin de la jeune cane. Elle décide donc de la confier à Picsou.

## Apparitions

### Bandes dessinées
Goldie est un personnage assez peu présent en bande dessinée, mais son statut d'amour de jeunesse de Picsou rend ces rares apparitions marquantes. Selon la base INDUCKS, elle apparaît dans près de 60 histoires, dont moins d'une trentaine ont été publiées en France (en octobre 2022).
Carl Barks créa le personnage sous le nom de Glittering Goldie, et ne l'utilisa que dans une seule histoire Retour au Klondike (Back to the Klondike) parue dans One Shots no 456 (ou Uncle Scrooge no 2) en mars 1953.
Goldie est plus particulièrement réapparue dans les bandes dessinées de Don Rosa à partir des années 1980. Celui-ci l'utilise pour sa saga consacrée à La Jeunesse de Picsou dans laquelle il inclut différents éléments des récits de Carl Barks dont la rencontre avec Goldie. Cette dernière a également un grand rôle dans l'histoire La prisonnière de la vallée de l'Agonie Blanche (The Prisoner Of White Agony Creek), donnant des détails sur la période où Picsou a forcé Goldie à travailler dans sa concession. Don Rosa la présente comme la seule femme en mesure d'impressionner Picsou et de le fasciner, dédaignant le personnage de Brigitte McBridge, amoureuse éperdue du milliardaire dans les histoires des dessinateurs italiens.
D'autres auteurs se sont emparés du personnage comme l'argentine Beatriz Bolster, avec l'histoire La vieille dame... (The Old Lady) de 1980, qui fait de Goldie une mamie rangée mais avec toujours un fort caractère. On peut aussi noter Vicar avec l'histoire Un pipeline au Klondike (Klondike Pipeline) de 1980 et Marco Rota avec l'histoire What Goes Around (Trou de mémoire) de 2000,.

### Dessins animés
Le personnage n'est pas particulièrement présent dans l'animation non plus, mais apparait tout de même avec un rôle significatif dans plusieurs épisodes des deux versions de La Bande à Picsou.
Dans la première série animée La Bande à Picsou (1987), le personnage est assez fidèle à la version de Barks. Goldie apparaît lors de l'épisode La Ruée vers l'or (Back to the Klondike) de la première saison, librement adapté de la bande dessinée Retour au Klondike de Barks. Dans cet épisode, Picsou, accompagné de Riri, Fifi et Loulou se rend au Klondike où il retrouve Goldie. Dans sa jeunesse, une pépite d’or lui avait été volée : celui-ci accusera dans un premier temps Goldie, mais se rendra compte que c'était l’œuvre de bandits. Par la suite, le personnage fera quelques petites apparitions dans d'autres épisodes. En version originale, c'est Joan Gerber qui incarne sa voix.
Une nouvelle version du personnage apparaît assez tôt dans le reboot de La Bande à Picsou (2017) : il s'agit cette fois d'une aventurière sans scrupule qui concurrence souvent Picsou dans ses chasses aux trésors. Malgré tout, les deux personnages ressentent une attirance mutuelle depuis de nombreuses années. On la croise pour la première fois à l'occasion de l'épisode Le Lagon doré des plaines de l'Agonie Blanche (The Golden Lagoon of White Agony Plains!) de la saison 1,. Elle va ensuite faire quelques apparitions de temps en temps. En version originale, c'est Allison Janney qui incarne sa voix, en français c'est Brigitte Virtudes.

## Analyse du personnage

### Enjeu chez Don Rosa
Chez Don Rosa, le personnage de Goldie prend une proportion importante, issue des conséquences de la découverte par l'auteur dans les années 1970 des quatre pages de flashback que l'éditeur avait retiré de Retour au Klondike en 1953. Elles montrent un Picsou jeune et combatif, sauvant sa pépite l'« œuf d'oie » des pochtrons du Blackjack Saloon et enlevant Goldie pour la faire travailler un mois sur sa concession.
Tout en restant évasif, à cause principalement de la jeunesse du public visé par ses éditeurs, et en montrant que Goldie et Picsou ont connu beaucoup d'hésitations dans leur relation, Don Rosa présente à la suite de Barks une relation d'amour-haine qui continue de marquer Picsou. Certaines scènes par Don Rosa, très courtes, sont pourtant pleines de sens : premières cases du dernier épisode de La Jeunesse de Picsou, conclusion d'Un petit cadeau très spécial, une scène de Les Rapetou contre le coffre-fort. Enfin, Le Rêve d'une vie et La Prisonnière de la vallée de l'Agonie Blanche permettent à Don Rosa d'accorder toute la place qu'il souhaite au personnage de Goldie et à la relation qui la lie à Picsou.

### DansLa Bande à Picsou2017
Francisco Angones, co-créateur du reboot de La Bande à Picsou à sa propre idée sur le personnage et en offre une version différente de celle de Barks et de la série précédente. Selon lui, « si Picsou est comme Batman, alors Goldie devrait être comme Catwoman », il pense qu'elle est l'égale de Picsou en tout point, tout aussi aventureuse et courageuse, et que le milliardaire aime et déteste ça à la fois : « Ils ont cette relation incroyablement tendues qui dure depuis des années et des années, et qui remonte à l'époque de la ruée vers l'or ».

## Ses différents noms
- Glittering Goldie est le nom dont l'a baptisé Carl Barks dans Retour au Klondike[Note 1].
- Goldie O'Gilt est le nom que lui a donné Don Rosa dans ses histoires à partir de L'Empereur du Klondike, huitième épisode de La Jeunesse de Picsou[Note 2].
- En version française, elle a été appelée dans une des premières traductions Doretta Dorémi (dans la série Les Belles Histoires de Walt Disney) avant que les traducteurs ne reprennent son nom anglais (car le premier traducteur était le scénariste italien Guido Martina). En italien, elle a conservé le nom de Doretta Doremì[25].